# Saint-Armand
Saint-Armand es un municipio de la provincia de Quebec, Canadá. Está ubicado en el condado regional de Brome-Missisquoi y a su vez, en la región administrativa de Montérégie. Hace parte de las circunscripciones electorales de Brome-Missisquoi a nivel provincial y de Brome−Missisquoi a nivel federal.

## Geografía
Saint-Armand se encuentra ubicada en las coordenadas 45°02′00″N 73°03′00″O / 45.03333, -73.05000. Según Statistics Canada, tiene una superficie total de 82,88 km² y es una de las 1134 localidades en las que está dividido administrativamente el territorio de la provincia de Quebec.

## Demografía
Según el censo de 2011, había 1248 personas residiendo en este municipio con una densidad poblacional de 15,1 hab./km². Los datos del censo mostraron que de las 1166 personas censadas en 2006, en 2011 hubo un aumento poblacional de 82 habitantes (7%). El número total de inmuebles particulares resultó de 671 con una densidad de 8,1 inmuebles por km². El número total de viviendas particulares que se encontraban ocupadas por residentes habituales fue de 567.